# Georges Rieu
Georges Rieu, né le 6 août 1934 à Antony et mort le 20 mars 2021 à Richebourg dans les Yvelines,, est un  journaliste et scénariste de bande dessinée français.
Il est successivement rédacteur en chef du journal Vaillant de 1965 à 1969, de Pif Gadget de 1969 à 1971 et de Télé-Gadget de 1971 à 1972. Il a écrit des scénarios pour les séries Wango avec Paul Gillon et Jacques Flash avec Pierre Le Guen, Gérald Forton et René Deynis dans le journal Vaillant.

## Biographie

### Le journaliste et rédacteur en chef

#### Vaillant
Georges Rieu entre aux éditions Vaillant en 1957, après avoir été lecteur et diffuseur du journal dès 1945. Pour le journal Vaillant, il commence à signer des articles et des rédactionnels illustrés par différents dessinateurs : Jacques Kamb, Gérard Dorville, Yves Roy.
En 1965, il devient rédacteur en chef du journal à la suite de Claude Boujon. Il est nommé à ce poste par le nouveau directeur de publication, Pierre Bellefroid, avec pour objectif de relancer le magazine, en baisse de ventes. Il prépare ainsi, avec les autres rédacteurs, un changement de formule en mettant en valeur le héros comique des éditions Vaillant :  Pif le chien. Vaillant devient ainsi Vaillant - le journal de Pif au no 1038 du 4 avril 1965. Le journal rapetisse encore son format pour se caler sur les standards de la concurrence et laisse plus de place aux bandes dessinées par rapport aux rédactionnels. Georges Rieu veut avoir le contrôle de ce qui est publié et décide de lancer plusieurs séries : Le Concombre masqué de Nikita Mandryka dès le premier numéro du changement de formule en 1965, une série Robin des Bois avec Lucien Nortier et Jean Ollivier en 1965 également, Corinne et Jeannot un spin-off de la série Totoche de Jean Tabary en 1966, puis l'étrange M le Magicien de Massimo Mattioli et Jérémie, première série de Paul Gillon entièrement aux commandes, en 1968.

#### Pif gadget
En 1969, le changement est encore plus important encore avec la décision d'abandonner les séries à suivre et de ne publier uniquement que des récits complets. De plus, l'idée est d'adjoindre un gadget hebdomadaire à la revue, c'est le lancement de Pif Gadget le 24 février 1969. Comme pour le changement de formule de Vaillant en 1965, Georges Rieu décide là aussi la création de nouvelles séries qui sont lancées dans le magazine : Rahan de André Chéret et Roger Lécureux, Loup Noir de Kline et Jean Ollivier, Docteur Justice de Marcello et Jean Ollivier, Léo bête à part de Roger Mas et Jean Sanitas, La Jungle en folie de Mic Delinx et Christian Godard, Les Rigolus et les Tristus de Jean Cézard en 1969, puis Horace, cheval de l'Ouest de Jean-Claude Poirier en 1970.
Au festival de bande dessinée de Lucques, Georges Rieu est récompensé d'un Yellow Kid du meilleur éditeur étranger en 1970 pour la création de Pif Gadget. Il reste rédacteur en chef de Pif gadget jusqu'en 1971, puis laisse sa place à Richard Médioni à la suite d'un conflit avec la direction du Parti communiste français, propriétaire de Pif gadget.
Georges Rieu est également connu pour avoir fait venir Hugo Pratt en France, qu'il rencontre à Lucques grâce à Claude Moliterni en 1969. Il publie les premières pages de Corto Maltese en français en 1970 dans Pif gadget.

#### Télé-Gadget
En 1971, un conflit éclate entre la direction du Parti communiste français (propriétaire de Pif Gadget) et la rédaction du journal sur les orientations à donner à celui-ci et sur l'éviction du directeur de publication Pierre Bellefroid, le même qui avait nommé Georges Rieu au poste de rédacteur en chef de Vaillant en 1965.
Georges Rieu démissionne de son poste de rédacteur en chef et va fonder avec Claude Boujon et Pierre Bellefroid la revue Télé-Gadget, revue mêlant programmes télévisés et radios, bandes dessinées et jeux, ainsi qu'un gadget présenté par une "star", dont le premier numéro paraît en septembre 1971. Georges Rieu fait appel à des auteurs des éditions Vaillant pour animer les pages jeux et BD de la revue ; on y retrouve Henri Crespi, Angelo Di Marco, Gil Das, Jean Ollivier, Guy Michel, Daniel Billon, Pierre Castex, etc.
Mais l'aventure éditoriale est de courte durée, et le magazine cesse de paraître en mai 1972 après seulement 33 numéros.

### Le novelliste et scénariste de bande dessinée
L'essentiel des travaux scénaristiques et d'écriture de Georges Rieu a lieu sur une période assez courte, entre 1958 et 1962, avant sa prise de fonction de rédacteur en chef de Vaillant en 1965. Georges Rieu ne crée pas de série mais reprend celles laissées par leurs scénaristes. À cette époque, les deux "locomotives" créatrices du journal Vaillant sont Jean Ollivier et Roger Lécureux, tous deux d'ailleurs anciens rédacteurs en chef du magazine, qui créent et animent énormément de séries. Georges Rieu va prendre la suite de deux séries créées et animées par Jean Ollivier et Roger Lécureux.

#### Jacques Flash
La série Jacques Flash raconte l'histoire du journaliste Jacques Leman, travaillant pour la police car capable d'utiliser un sérum d'invisibilité. Créée par Jean Ollivier en 1956, co-animée avec Roger Lécureux pour le second et quatrième épisode, Georges Rieu écrit quant à lui en 1958 le scénario du troisième épisode Jeux de mains, jeux de vilains avec Pierre Le Guen. 
C'est ensuite Georges Rieu qu'on retrouve au scénario des épisodes dessinés par le Belge Gérald Forton, qui prend la suite de Pierre Le Guen, entre 1959 et 1961. Georges Rieu écrit même le premier scénario dessiné par René Deynis, Le Trésor de l’homme invisible, en 1962, avant que Pierre Castex ne prenne la main et ne constitue avec Deynis le duo d'auteurs qui va animer la série jusqu'en 1973. 
Dans le même temps, Georges Rieu écrit plusieurs nouvelles dont le héros est Jacques Flash.

#### Wango
En 1958, Georges Rieu prend la suite de Roger Lécureux sur Wango, série d'aventures maritimes dans les mers du sud, créée un an plus tôt par Jean Ollivier et Eduardo Coelho. C'est Paul Gillon qui a repris le dessin à la suite de l'auteur portugais. Avec Paul Gillon, Georges Rieu écrit le scénario des deux derniers récits de la série, Les Pêcheries maudites en 1958 et Le Palais de marbre rose en 1959. Dans l'album édité par les éditions Furioso en 1980 (ainsi que dans sa réédition aux éditions du Taupinambour en 2012), Georges Rieu n'est pas crédité au scénario où il est remplacé par erreur par Roger Lécureux.

#### Divers
Toujours dans Vaillant, il réalise à ses débuts en 1958 quelques récits complets avec Yves Roy et Max Lenvers au dessin notamment. Dix ans plus tard en 1968, il écrit La Forteresse imprenable, un récit politique d'actualité sur la Guerre du Viêt Nam avec Eduardo Coelho. C'est son dernier scénario de bande dessinée pour les éditions Vaillant, il n'en écrit plus dans Pif Gadget.
En parallèle à son activité dans Vaillant, il publie une série humoristique, Bing et Tom, avec Jean Marcellin au dessin, dans La Vie du rail en 1960.
Il écrit aussi des épisodes du western Joke Jones, dessiné par le dessinateur argentin Carlos Roume, pour les petits formats Thierry le Fronde et Les Hommes Volants, entre 1964 et 1966, aux côtés de Roger Lécureux et Pierre Castex. Dans les années 1960, il crée la bande publicitaire Les Aventures de Pinpan reporter avec Michel-Paul Giroud au dessin, pour le fromage de Pinpan. Dans le giron de Vaillant, il publie avec Pierre Brisson en 1966 le récit Un Shérif de trop, dans l'almanach de L'Humanité.

#### Nouvelles
Georges Rieu produit dans Vaillant, plusieurs nouvelles entre 1958 et 1966, illustrées par des dessinateurs comme Pelfrène, Billon ou Marcellin. Il écrit sur différents thèmes : dans le style policier avec ses nouvelles de Jacques Flash, dans le style fantastique (La Patrouille du désespoir, Paroles interdites), historique (Le Capitaine Vacher, Les Dernières Chevauchées de Thierry la fronde) ou d'aventures (L’Enfant aux squales, Le Professeur Terling a disparu). Georges Rieu en a écrit sûrement plus que celles référencées car beaucoup de ces nouvelles n'étaient pas signées, ou alors écrites sous les pseudonymes Gilles Maugis et Bernard Aymiot, utilisés par différents rédacteurs du journal : Jean Ollivier, Roger Lécureux ou Pierre Castex entre 1953 et 1963,.

## Œuvres

### Bandes dessinées et séries dansVaillant
- Tilt (scénario), avec Yves Roy (dessin), 3 pl., no 661, 1958.
- Le Pari de Bucaille (scénario), avec Max Lenvers (dessin), 3 pl., no 670, 1958.
- Jacques Flash, avec Pierre Le Guen, Gérald Forton et René Deynis (dessin), 1958-1962 :
  - Jeux de mains, jeux de vilains (scénario), avec Pierre Le Guen (dessin), 27 pl., du no 678 au no 704, 1958.
  - Photo stop (nouvelle), avec ? (dessin), no 689, 1958.
  - Jacques Flash contre Cyrano de Bergerac (scénario attribué à Georges Rieu), avec Gérald Forton (dessin), 16 pl., du no 751 au no 766, 1959-60.
  - Jacques Flash fait de la gymnastique mentale (nouvelle attribuée à Georges Rieu, sous le pseudonyme de Gilles Maugis), avec Lucien Nortier (dessin), no 754, 1959.
  - Sur les carnets de Jacques Flash - Limpide comme le verre (énigme attribuée à Georges Rieu), avec Gérald Forton (dessin), no 766, 1960.
  - Clichés brûlants (scénario attribué à Georges Rieu), avec Gérald Forton (dessin), 10 pl., du no 767 au no 776, 1960.
  - Bagarres en Birmanie (scénario attribué à Georges Rieu), avec Gérald Forton (dessin), 22 pl., du no 777 au no 798, 1960.
  - Les Confidences de Jacques Flash (série de 3 nouvelles attribuées à Georges Rieu, sous le pseudonyme de Bernard Aymiot), avec Gérald Forton (dessin), du no 788 au no 790, 1960.
  - Jacques Flash vous lance un défi - Éluciderez-vous l'énigme des nez de Louis XIII ? (énigme attribuée à Georges Rieu), avec Gérald Forton (dessin), no 796, 1960.
  - Matricule 9929 FK 75 (scénario attribué à Georges Rieu), avec Gérald Forton (dessin), 43 pl., du no 799 au no 841, 1960-61.
  - Il faut qu’une porte soit fermée ou ouverte (énigme attribuée à Georges Rieu, sous le pseudonyme de Bernard Aymiot), avec Gérald Forton (dessin), no 806, 1960.
  - La Villa des 12 mystères (nouvelle), avec ? (dessin), no 838, 1961.
  - Le Trésor de l’homme invisible (scénario), avec René Deynis (dessin), du no 878 au no 888, 1962.
- Wango (scénario), avec Paul Gillon (dessin), 1958-1960 :
  - Les Pêcheries maudites, du no 710 au no 724, 1958-59.
  - Le Palais de marbre rose, du no 725 au no 766, 1959-60.
- La Forteresse imprenable (scénario), avec Eduardo Coelho (dessin), 12 pl., no 1206, 1968.

### Nouvelles dansVaillant
Les nouvelles écrites pour la série Jacques Flash sont référencées supra.
- Cette Nuit là... (texte), avec Jean Marcellin (dessin), no 737, 1959.
- L’Enfant aux squales (texte), avec ? (dessin), no 739, 1959.
- Le Capitaine Vacher (texte), avec ? (dessin), no 763, 1959.
- Trois simples mots (texte), avec ? (dessin), no 768, 1960.
- Paroles interdites (texte), avec ? (dessin), no 776, 1960.
- Le Serment de Johnny (texte), avec Daniel Billon (dessin), no 782, 1960.
- Le Professeur Terling a disparu (texte), avec Jean Marcellin (dessin), no 800, 1960.
- La Patrouille du désespoir (texte), avec ? (dessin), no 812, 1960.
- Le Safari sans espoir (texte), avec Daniel Billon (dessin), no 820, 1961.
- Son Dernier Combat (texte), avec Michel Pelfrène (dessin), no 863, 1961.
- Les Dernières Chevauchées de Thierry la fronde (texte), avec ? (dessin), no 1085, 1966.

### Bandes dessinées dans d'autres revues
- Bing et Tom (scénario), avec Jean Marcellin (dessin), dans La Vie du rail :
  - Le Cheval de fer, 1960
- Joke Jones (scénario), avec Carlos Roume (dessin) :
  - Moins de 6 épisodes, dans Thierry la Fronde et Les Hommes Volants, entre 1964 et 1966.
- Les Aventures de Pinpan reporter (scénario), avec Michel-Paul Giroud (dessin), Fromage de Pinpan, années 1960 :
  - Série de gags en 1 planche.
- Un Shérif de trop (scénario), avec Pierre Brisson (dessin), 8 pl., dans l'Almanach de L'Humanité 1966.

### Albums

#### Jacques Flash

##### Aux éditions Vaillant
- Jacques Flash contre l'homme invisible  (scénario de Roger Lécureux) avec Pierre Le Guen (dessin), coll. "Les Grandes Aventures" no 3, 1960.
  - Photo stop (nouvelle de Jacques Flash).
    - Album repris dans le recueil Les Grandes Aventures spécial no 1 (réunissant no 1-2-3 de la collection), 1961.
- Jacques Flash dans Jeux de mains, jeux de vilains (scénario) avec Pierre Le Guen (dessin), coll. "Les Grandes Aventures" no 7, 1961.
  - Album repris dans le recueil Les Grandes Aventures spécial no 3 (réunissant no 7-8-9 de la collection), 1961.

##### Aux éditions du Taupinambour
- Jacques Flash 2. Jeux de mains, jeux de vilains (scénario, avec Jean Ollivier et Roger Lécureux) avec Pierre Le Guen (dessin), 2008 :
  - Le Retour de l’homme invisible (scénario de Jean Ollivier et Roger Lécureux)
  - Jeux de mains, jeux de vilains (scénario de Georges Rieu)
- Jacques Flash, intégrale tome 2, Jeux de mains, jeux de vilains, (scénario, avec Jean Ollivier et Roger Lécureux) avec Pierre Le Guen (dessin), 201? :
  - Jacques Flash (scénario de Jean Ollivier et Roger Lécureux)
  - Jeux de mains, jeux de vilains (scénario de Georges Rieu)
- Jacques Flash 3. Matricule 9929-fk 75 (scénario) avec Gérald Forton (dessin), 2010.
- Jacques Flash 4. Cyrano de Bergerac (scénario) avec Gérald Forton (dessin), 2010 :
  - Jacques Flash contre Cyrano de Bergerac
  - Clichés Brûlants
  - Bagarres en Birmanie
    - Album réédité en 201? sous le titre Jacques Flash, intégrale tome 2.
- Jacques Flash Intégrale tome 1 (scénario, avec Pierre Castex) avec René Deynis (dessin), 2014 :
  - Le Trésor de l'homme invisible (scénario de Georges Rieu)
  - Jacques Flash contre les hommes invisibles (scénario de Pierre Castex)
  - Invisiblement votre (scénario de Pierre Castex)

##### Aux éditions Hibou
- Jacques Flash, (scénario) avec Gérald Forton (dessin), tome 1, 2022 :
  - Jacques Flash contre Cyrano de Bergerac
  - Clichés Brûlants
- Jacques Flash, (scénario) avec Gérald Forton (dessin), tome 2, 2023 :
  - Bagarres en Birmanie
- Jacques Flash, (scénario) avec Gérald Forton (dessin), tome 3, 2024 :
  - Matricule 9929-FK 75

#### Wango
- Wango (scénario)[N 3], avec Paul Gillon (dessin), éditions Furioso, 1980 (préface de Jean-Pierre Dionnet) :
  - Les Pêcheries maudites (scénario).
  - Le Palais de marbre rose (scénario).
- Album réédité aux éditions du Taupinambour en 2012.
- (nl) Wango, éditions Panda, 1981 (traduction en néerlandais de l'album des éditions Furioso).

#### Divers
- (pt) Alamanaque O Mosquito 1985, avec Eduardo Coelho (dessin) :
  - A Fortaleza Invencível (La Forteresse imprenable), scénario non crédité

### Récompenses
- 1970 :  Prix Yellow-Kid de l'éditeur étranger au Festival de bande dessinée de Lucques pour la création de Pif Gadget.

### Adaptation
L'émission de France Inter, Affaires sensibles propose le 11 novembre 2016 un numéro titré Hugo Pratt, la naissance de Corto, scénarisé par Vincent Hazard et réalisé par Michel Sidoroff, dans lequel Daniel Berlioux joue le rôle de Georges Rieu.

#### Ouvrages généraux
- Henri Filippini, Histoire du journal et des éditions Vaillant, Glénat, 1978.
- Richard Medioni, Pif Gadget, La véritable histoire des origines à 1973, éditions Vaillant collector, 2003.
- Louis Cance, « Biblio-série de Jacques Flash », dans Hop ! no 98, 2003.
- Pascal Pontremoli, « Télé-Gadget », dans Le Vieux Papier, no 378 (octobre 2005) et 379 (janvier 2006).
- Hervé Cultru, Vaillant, 1942-1969 la véritable histoire d'un journal mythique, éditions Vaillant collector, 2006.
- Richard Medioni, «Mon camarade», «Vaillant», «Pif Gadget». L'Histoire complète. 1901-1994. Les journaux pour enfants de la mouvance communiste et leurs BD exceptionnelles, Éditions Vaillant Collector, 2012.

#### Articles sur l'auteur
- [Collectif], sous la direction de Richard Medioni, Période Rouge no 26, hors-série spécial Georges Rieu, 2010.
  - Périodique réédité dans l'album no 3 de Période Rouge (no 19 à 27), éditions Vaillant Collector, mai 2010.
- Jean-Luc Muller, « Disparition de Georges Rieu : concepteur de Pif gadget », sur BDZoom.com, 22 mars 2021.
- « Disparition de Georges Rieu, scénariste BD et grande figure de Pif Gadget », article sur actualitte.com, avec le CRILJ, 25 mars 2021.
- Frédéric Lefebvre, « Georges Rieu », hommage dans Pif le Mag no 2, 31 mars 2021.